# 宇宙飛行
宇宙飛行（うちゅうひこう、英語: Spaceflight）とは人工の構造物を宇宙空間で飛行させること、もしくはその技術である。
宇宙飛行技術は宇宙開発の根幹を成す技術であり、宇宙旅行や通信衛星のような商業活動にも使用されている。宇宙飛行技術の非営利的な用途としては宇宙望遠鏡、偵察衛星、地球観測衛星等が挙げられる。
宇宙飛行は通常、射場からのロケット等の打ち上げで始まる。まずは地球の周回軌道に乗るために宇宙機を加速させなくてはならないからである。宇宙機の動き（推進中、非推進中（慣性移動中）の両方）は天体力学によって計算される。宇宙機のほとんどは宇宙空間に残されたままとなっており、これらは大気圏再突入の際に崩壊するか、または墓場軌道に放置されるか、そのままスペースデブリとなる。月着陸の際に放棄されたものは月への衝突の道を辿る。

## 宇宙飛行の歴史
宇宙飛行の現実的な提案はソビエト連邦の研究者であったコンスタンチン・ツィオルコフスキーによってなされた。ツィオルコフスキーは1897年にツィオルコフスキーの公式を発表し、ロケット推進による公式を確立した。また、1903年には「反作用利用装置による宇宙探検」（ロシア語: Исследование мировых пространств реактивными приборами）で液体水素と液体酸素を燃料とする流線型のロケットの設計図を発行したが、これらの理論的な研究はロシア以外では著名ではなかった。1920年代には多段式ロケットとジェットエンジンの理論を完成させ、世界で初めて宇宙ステーションを考案した。
ロバート・ゴダードが1919年に発表した論文である「月飛行の可能性」で、宇宙飛行技術は工学分野の可能性へ移った。ゴダードが製作した世界初の液体燃料ロケットは1926年3月16日に打ち上げられ、2.5秒間で約12.5メートル（41フィート）上昇した。このロケットで使用されたラバル・ノズル（一旦直径が小さくなり、後に広がっていく、途中がくびれた形状のノズル）と液体燃料ロケット技術は後の宇宙飛行技術の重要人物となるヘルマン・オーベルト及びヴェルナー・フォン・ブラウンにとっての重要な鍵となった。
宇宙に到達した史上初のロケットはV2ロケットの原型であるA4ロケットである。1942年10月3日に行われた3回目の打上げでA4は宇宙空間に到達し、打ち上げ地点から192キロメートル先の地点に落下した。1957年10月4日にはソビエト連邦のスプートニク1号が打ち上げられ、世界初の人工衛星となった。この打ち上げによってスプートニク・ショックが引き起こされ、アメリカ合衆国は震撼した。1961年4月12日には世界初の有人宇宙飛行となるボストーク1号が打ち上げられ、ユーリ・ガガーリンが世界初の宇宙飛行士となった。
ロケットによる打ち上げは現代でも宇宙に到達する最も主要な手段である。スクラムジェットエンジンなどの他の技術は地球重力圏を脱出する手段としてはまだ速度が足りず、実用にはほど遠い。

## 地上発射型の宇宙飛行技術

### 宇宙飛行の認定基準

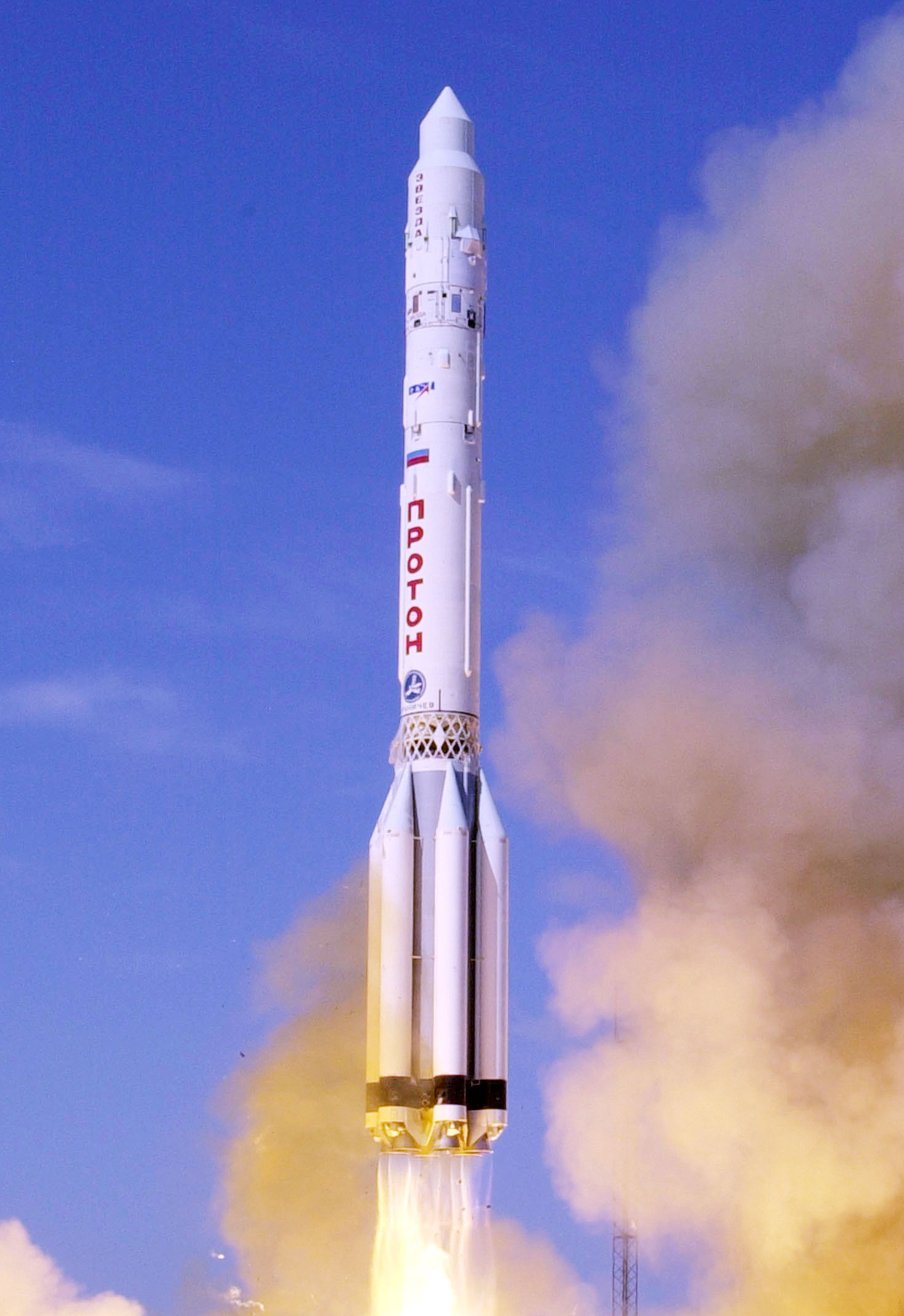
宇宙へ向けて発射されるプロトンロケット

最も一般的な宇宙の境目はカーマン・ラインを基準とする地上100キロメートル（62マイル）から上方を指す（アメリカ合衆国では地上80キロメートル（50マイル）以上の空間を宇宙と定義している）。
地表から発射された物体が地球を周回するためには第一宇宙速度が必要とされるが、これは地球重力圏からの脱出速度である第二宇宙速度よりずっと低い。

### 弾道飛行
弾道飛行の際に速度が十分であれば、宇宙機は宇宙空間に達するが、地球周回軌道には乗らずに地上に降下する。弾道飛行による飛行は何時間も続けることが出来る。パイオニア1号は月に到達することを意図したNASAの最初の宇宙探査機だった。1号（0号から3号までの4機）は探査に部分的に失敗し、発射から43時間後に大気圏に帰還する前に11万3,854キロメートル（7万746マイル）に達した。
2004年5月17日に、民間宇宙飛行チームが「GoFast Rocket」を発射した。これは世界初の民間宇宙船の発射であった。2004年6月21日にはスペースシップワンが打ち上げられ、民間企業による有人宇宙飛行として世界で初めて高度約100キロメートルを超えた宇宙船、及び民間宇宙飛行士となった。

### 地球周回軌道
最低高度の地球周回軌道でも弾道飛行とは比べものにならないほどの速度（第一宇宙速度は秒速7.9キロメートル）が必要とされるため、それを達成するためには高度な推進技術が要求される。宇宙空間で安定した周回軌道に乗り続けるために、宇宙船の軌道速度は第一宇宙速度に到達していなければならない。

### 直接到達
周回軌道を達成するのは惑星間の航行に不可欠ではない（宇宙探査機は第二宇宙速度（脱出速度）に到達する必要はある）。初期のロシアの宇宙船は非常に高い高度を達成した。またNASAのアポロ計画では初期段階では月までの直接到達を考えていたが、後に重量面の問題が発生しこれを取りやめた。外惑星への多くの宇宙探査機は直接到達を選択し、地球周回軌道には入らない。
しかし、今後の宇宙探査にはNASAのオリオンのように地球周回軌道上での宇宙船の組み立てが考慮されている。

### その他の方法での宇宙到達
ロケットを使用せずに宇宙に到達する方法がいくつも考案されている（軌道エレベータ、マスドライバーなど）が、その全ては現代ではまだ実現不可能である。電磁誘導を利用して物体を発射するローンチ・ループには知られている研究者が全くおらず開発は進んでいない。その他の考案としてはスカイロンがあり、スクラムジェットを利用して第一宇宙速度に到達しようとするものであるが実用化されていない。

### 発射台と射場、離陸
発射台は宇宙船を移動するために設計された固定構造物である。一般的に発射台の構造は発射塔と発射炎を避けるための堀から構成される。これらは宇宙船を組み立て・整備・燃料注入する施設に囲まれる。アメリカの射場は翼のある宇宙船（スペースシャトル）の移動を容易にするための設計が為されており、長い滑走路を持つ。射場は主に騒音と安全面の理由から、一般人の居住地とは遠く離れた場所に建設されている。
発射は頻繁にある一定の打ち上げ時間帯に制限される。時間帯の制限は天体と軌道の位置関係によるもので、最も大きな影響として地球の自転が挙げられる。通常、目標となる軌道は地球の自転回転軸に対する固定角度で比較的平坦な飛行経路を取っている。そして、地球はこの軌道の中で回転しているからである。

#### 再突入と着陸 / 着水

##### 再突入
軌道上の宇宙船には大量の運動エネルギーがある。宇宙船が安全に大気圏内で蒸発せずに着陸するためにはこのエネルギーを捨てなければならない。通常、この過程にはエアロブレーキングが使用されるが、宇宙船を空力的加熱から守る特別な方法が必要となる。再突入の理論はハリー・ジュリアン・アレンが提唱した。この理論に基づき、宇宙船は鈍い形 (blunt shapes) で大気圏再突入を果たす。鈍い形となるには、宇宙船の運動エネルギーの1パーセントが大気との衝突で発生する熱エネルギーに変換されなければならない。

##### 着陸 / 着水
マーキュリー計画、ジェミニ計画、アポロ計画のカプセルは全て海に着水した。これらのカプセルは比較的遅い速度で着陸するように設計された。ロシアのソユーズは陸に着陸するために制動ロケットを使用する。スペースシャトルは高速で滑走路に着陸後滑走する。

##### 回収

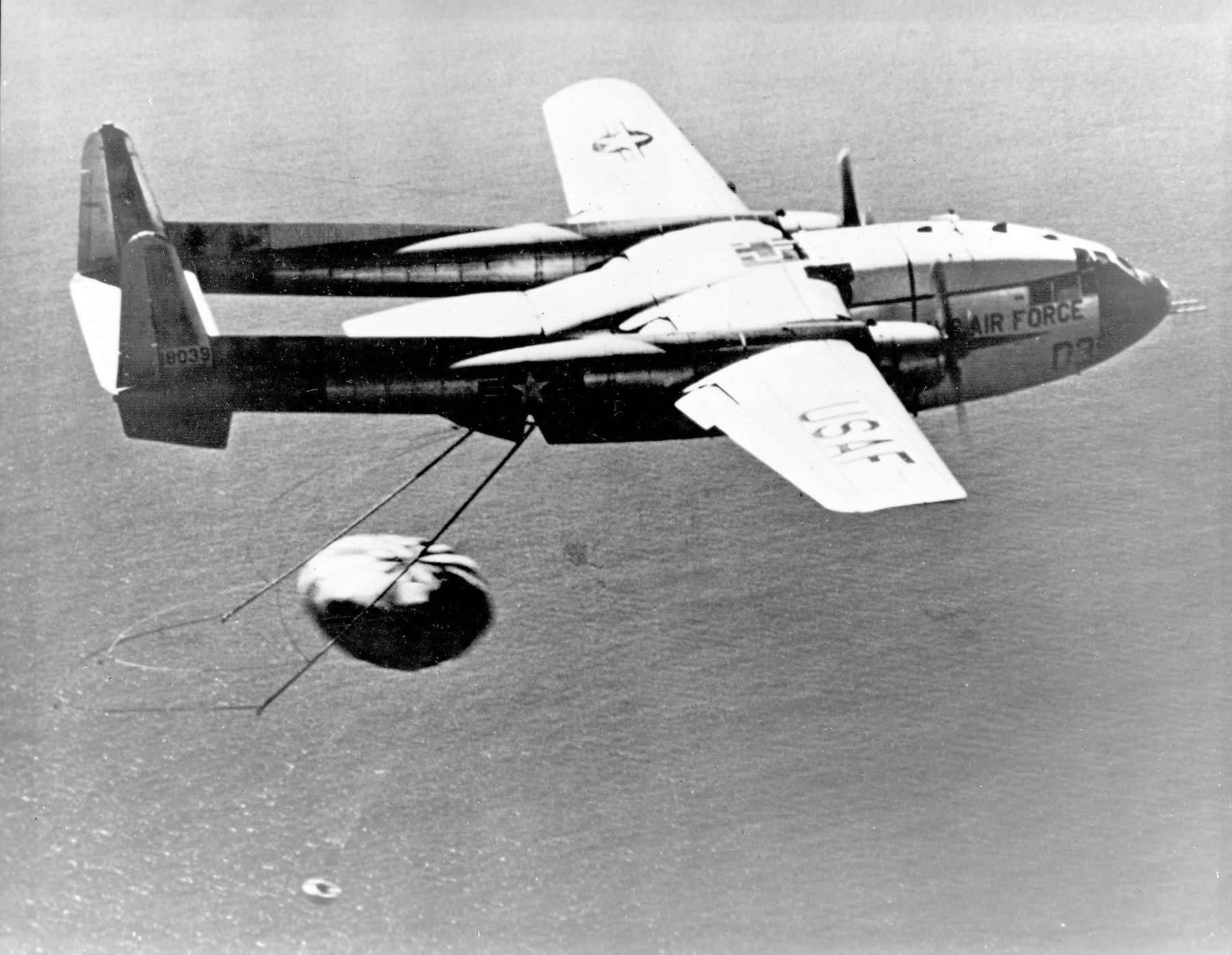
1960年8月18日、ディスカバラー14号のカプセルを回収するフェアチャイルドC-119フライング・ボックスカー輸送機

着陸に成功した宇宙船からは宇宙船、貨物、乗組員を回収出来る。いくつかの例では、宇宙船がまだパラシュートで降下しており着陸する前に特別な設計を施された航空機はこれを引っかけて空中回収出来た。コロナ偵察衛星でこれは実際に行われ、特別改修された航空機は衛星から投下されたカプセルを回収出来た。

### 再利用出来る発射システム

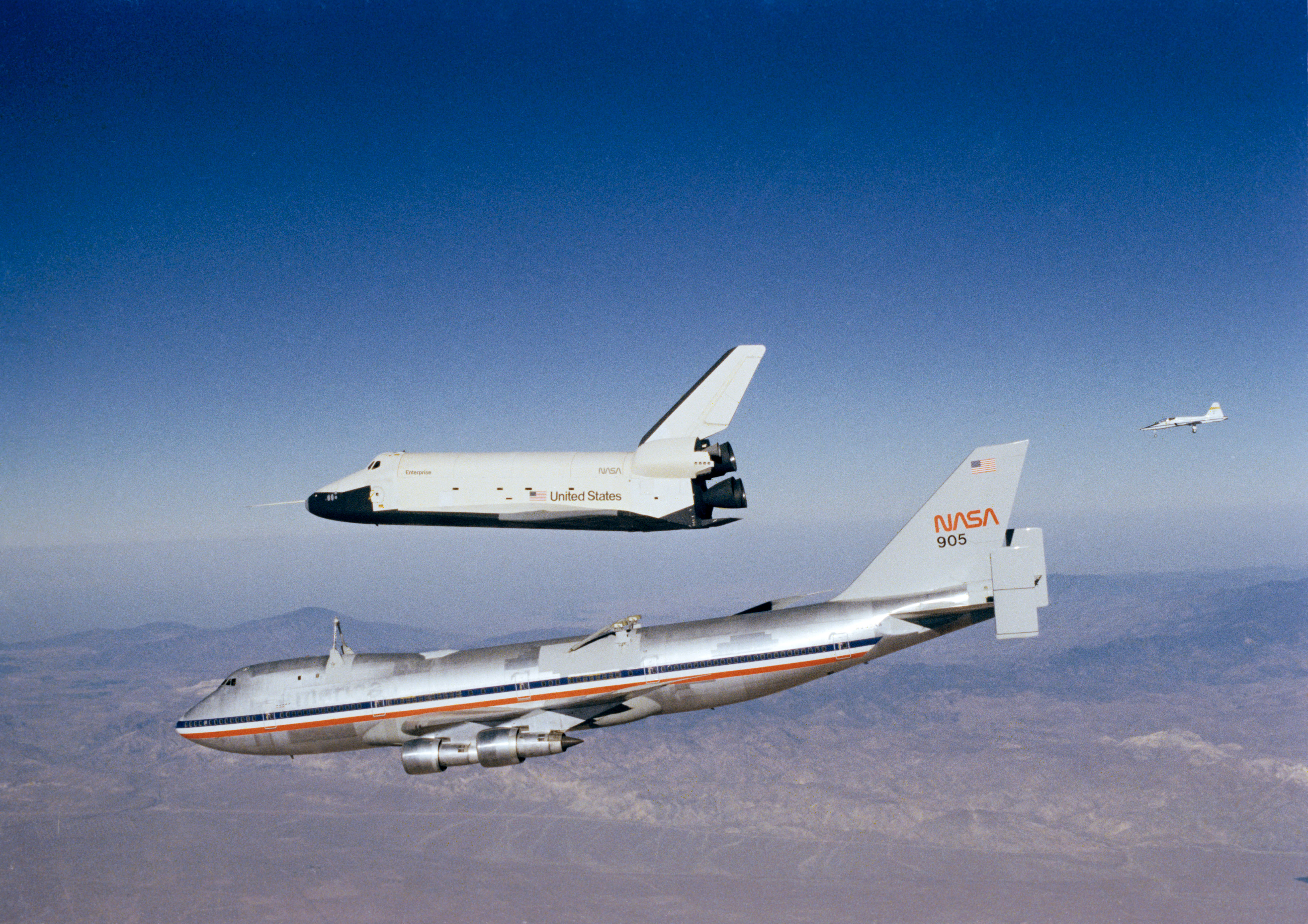
シャトル輸送機から切り離されたエンタープライズ

2022年現在の多くのロケットは、宇宙に到達するために多段式ロケットを使用しており、基本的に全て使い捨てられる（使い捨て型ロケット）。一方で、軌道に到達しない弾道飛行用のロケットや、一部のロケットでは再使用が行われている。
最初に宇宙空間に到達して再利用された機体はX-15で、1963年7月に専用母機であるNB-52からの空中発射方式で発射されロケットモーターを使用して弾道飛行した。最初の部分的に再利用出来る有人宇宙船はスペースシャトルで、ユーリ・ガガーリンの宇宙飛行20周年にあたる1981年4月12日にアメリカで発射された。
スペースシャトル時代の間に6機のシャトルが建造され、実験機のエンタープライズを除く5機が再使用型宇宙往還機として実際に運用された。エンタープライズは滑空実験機としてNASAで専用にボーイング747を改造したシャトル輸送機の背に乗せられ、空中で切り離して滑空後、エドワーズ空軍基地に着陸させる実験を行った。
最初に宇宙に到達したスペースシャトルはコロンビアで、その後チャレンジャー、ディスカバリー、アトランティス、そしてエンデバーと続いた。エンデバーは1986年1月28日のチャレンジャー号爆発事故の後に建造されたもので、その後コロンビアも2003年2月1日のコロンビア号空中分解事故で失われた。スペースシャトルの再使用は整備費などの問題からうまくいかず、2011年を持って全機が退役した。

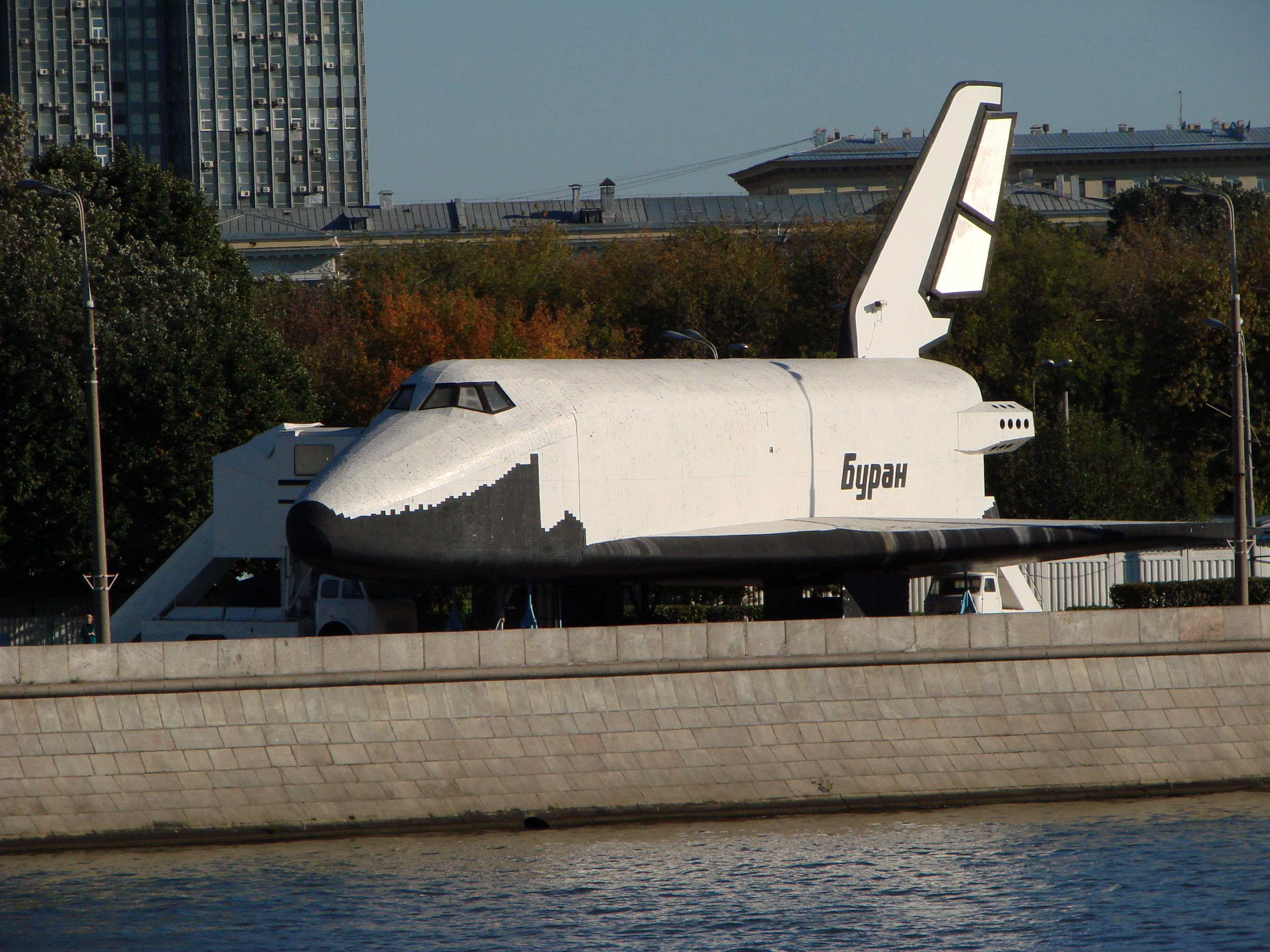
ブラン

ソビエト連邦最初の再使用型宇宙往還機の計画は1988年11月15日に打ち上げられたブランだった。この計画は同日の打ち上げで1回の飛行を行っただけで終了した。ブランは有人宇宙往還機として設計されたが、外観はアメリカのスペースシャトルに非常に酷似していた。スペースシャトルでは補助ブースターには液体燃料を使用し、メインエンジン及び外部燃料タンクを必要とするが、ブランのブースターは逆噴射に使用するのみなのでそれらの外部装備は必要としないため、スペースシャトルに比べてずっと小さい。ブランによる再使用型宇宙往還機計画は1991年のソビエト連邦崩壊によって予算が縮小され、そのまま計画は終了している。この無人打ち上げを行った機体はその後モスクワのゴーリキイ公園で2003年現在も展示されている。
スケールド・コンポジッツ社はAnsari X Prize賞を獲得するために2004年に2名の乗員を乗せたスペースシップワンを高度100kmに打ち上げ、X-15の打ち立てた記録を破った。その後に開発されたサブオービタル宇宙旅行用のスペースシップツーや、ブルーオリジン社のニューシェパードは、いずれも再使用可能な機体となっている。
2016年にはスペースX社がファルコン9ロケットの1段目を垂直着陸させる形で回収に成功、翌年より商用ロケットとしては史上初の再使用を開始している。

### 宇宙開発における事故
全ての打ち上げ機が軌道に到達する際に必要となる膨大なエネルギーの元を保持している。従ってこれが何らかの重要な要素によって突然このエネルギーを放出出来てしまうというリスクを抱えている。1997年1月17日のデルタIIロケットが打ち上げ13秒後に爆発した事故では、16キロメートル（10マイル）離れた商店の窓ガラスが割れたという報告が為された。
さらに、宇宙はかなり予測が出来る環境ではあるが、偶然の減圧のリスクや新たに開発された設備での失敗の可能性がある。

### 宇宙天気予報
宇宙天気は宇宙の中の環境変化条件の概念である。それは惑星の大気中の天気の概念と異なり、宇宙空間でのプラズマ、重力波放射、宇宙空間のその他の物質などに関わる件を対処する（一般的に地球のみならず惑星間、恒星間の影響も考慮する）。「宇宙天気は宇宙の地球に影響する状態について説明している」、「地球の宇宙天気は太陽の動き、地球の磁場の自然、及び太陽系の中の地球の位置関係の結果である」
宇宙天気は宇宙探検と宇宙開発に関連するいくつかの領域で深遠な影響を及ぼす。地磁気的な条件を変えると、低軌道宇宙船の高度の急速な降下を引き起こす大気中の密度の変化を引き起こすことが出来る。増加する太陽活動による磁気嵐は潜在的に宇宙船のセンサーの誤動作を引き起こしたり、車載エレクトロニクスの動作を妨げることが出来る。また、宇宙環境変化条件の理解も有人宇宙船と生命維持装置の設計に重要である。

### 環境問題
構造物としてのロケットは本来は甚だしく汚染されてはいない。しかし、いくつかのロケットは毒性の強い推進剤を使用し、ほとんどの宇宙船はカーボンニュートラルでない推進剤を使用している。多くの固体燃料ロケットがパーコライトまたは他の化学物質に由来する塩素を持っており、これらはオゾン層への一時的なオゾンホールを引き起こす場合がある。大気圏再突入を行う宇宙船はオゾン層に一時的な影響を与えることとなる硝酸塩を発生させる。ほとんどのロケットは環境に影響を与えることが可能な金属で作られている。
これらの問題は地球付近の宇宙環境にも影響を及ぼす。軌道上のスペースデブリ同士の衝突によって増殖する宇宙のごみはケスラーシンドロームを引き起こすので、近い将来に宇宙開発が出来なくなるという懸念が出てくる。従って、現在の宇宙船は再利用が可能なように設計されている。

## 宇宙船

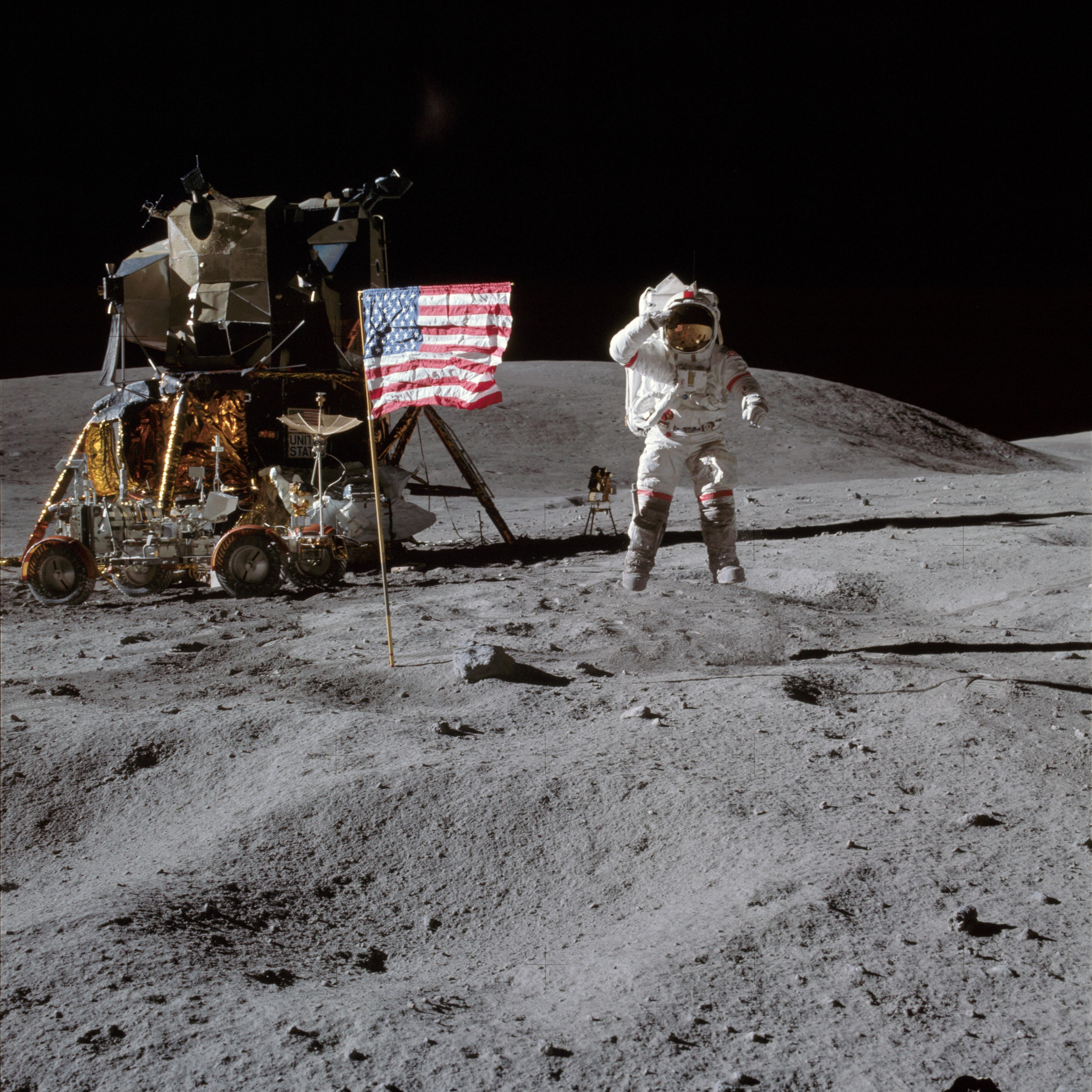
アポロ16号の月着陸船と星条旗に敬礼するジョン・ヤング宇宙飛行士

宇宙船は宇宙空間で飛行する軌道を制御出来る乗り物である。最初の「本当の宇宙船」はアポロ計画における月着陸船であると言われている。以来これは設計された唯一の空力抵抗を考慮していない宇宙空間での乗り物であり、宇宙空間の中だけで動作した。

## 有人宇宙飛行
世界初の有人宇宙飛行は1961年4月12日のボストーク1号であり、ソビエト連邦のユーリ・ガガーリンは世界初の地球を周回した宇宙飛行士となった。公式なソビエト連邦の報告書には、ガガーリンが地上から約11キロメートル（7マイル）の空中からパラシュートで降下したという事実がどこにも言及されていない。当時のFAI国際航空連盟の規定では「宇宙飛行士は打ち上げから着陸に至るまで宇宙船の中に居なければならない」という規定があり（2004年現在は改訂されている）、これを適用するとガガーリンは宇宙飛行士の資格を喪失するため隠蔽したと考えられている。現在の有人往復宇宙飛行に使用される宇宙船はロシアのソユーズとアメリカのドラゴン2である。それぞれに関する過去の宇宙計画では他の宇宙船を使用していた。最近では、中華人民共和国の神舟計画のひとつである神舟5号がアメリカのスペースシップワンのように2回の有人宇宙飛行を行った。世界でも人間を宇宙に出した国は26ヶ国あるが、自国開発のロケットでの直接的な有人宇宙飛行を成功させた国はロシアとアメリカ、中国だけで、アメリカに続いて3番目、42年ぶりとなる。

### 無重量状態
長期間の無重量状態に身体を置くことは複数の健康的問題を引き起こす。骨は脆くなり、筋肉及び心臓筋肉組織の永久的な萎縮が始まる。
また短期間の無重量状態で宇宙酔いを引き起こす。内耳の三半規管が重力による抵抗を失って混乱するためだろうと言われているが、未だに解明されていない。前庭覚（平衡感覚）と視覚などの入力情報が中枢神経系で混乱することで宇宙酔いが始まったとする説もあり、研究が続けられている。

### 放射
太陽放射、宇宙線は地球大気の上のヴァン・アレン帯で遮られている。

### 生命維持
有人宇宙飛行では生命維持装置は人間が宇宙空間で生き延びることを可能にするデバイスのひとつである。有人宇宙飛行任務のこれらの装置について説明するとき、NASAはよくEnvironmental ControlとLife Support Systemの頭文字であるECLSSを使用する。生命維持装置は水、空気、食べ物を供給する。また、身体に対する適度な空気圧を維持し、排泄された老廃物に対処しなければならない。宇宙線やマイクロ隕石などによる外部要因への防御も必要であるかもしれない。生命維持装置の部品はライフ・クリティカル・システムによって設計・構成されており、安全工学が考慮されている。

## 惑星間宇宙航行
惑星間の航行 (Interplanetary travel) はひとつの惑星系内の惑星間の航行を指す。実際には用語の定義は太陽系の惑星の間を旅行する場合に限られる。

## 恒星間宇宙航行
現在5隻の宇宙船が太陽系を離れて航行している。最も太陽系から遠く離れている位置にある宇宙船は1977年に打ち上げられたボイジャー1号である。2012年11月現在で太陽から約180億キロメートルの位置にあり、秒速約17.12キロメートル（3.61天文単位 / 年）の速度で移動している。太陽系に最も近い恒星であり、2012年10月には惑星が発見されたケンタウルス座α星までは4.37光年の距離がある。仮にボイジャー1号がこの恒星に向かっているとしても、現在のところ全行程の0.044%しか進んでおらず、到達までに約8万年がかかる。
恒星間を探査機で宇宙航行する場合、現在までに開発されたエンジンはどれも適さない。もしケンタウルス座α星に50年で到達するならば光速の10%（3万km/s）に当たる速度が必要なる。燃料を燃焼させる化学エンジンは加速するエネルギーを得ようとすれば比例して搭載する燃料の重量が増し、事実上不可能である。スイングバイは外部からエネルギーを獲得できるが、太陽系の惑星からは充分な速度は得られない。探査機はやぶさが搭載したイオンエンジンのエネルギー源は電力であり、仮に原子力電池の性能を高めた大容量電池を搭載し、はやぶさ並みの加速を持続できたとしても、到達は約1600年後になる。実現化していないが有望視される動力にレーザー核融合があり、超伝導コイルで推進方向を制御できれば、必要な速度を得られる可能性がある。空想的なSFで言うワープ航法以外にも、反物質の使用やレーザーを探査機に継続して照射する方法なども考案されるがいずれも現実的でなく、かつて恒星間宇宙航行であるダイダロス計画を立案した英国惑星間協会も後継する計画「イカロス」でレーザー核融合エンジンを構想しているという。また、どのように減速するか、稼動する機械が宇宙空間でメンテナンス無しに50年動かし続ける設計の困難さなど、問題は山積している。

## 銀河間宇宙航行
現代の科学力では銀河間の航行は恒星間の航行を遙かに凌駕する技術的困難が容易に予想されるため、純粋にサイエンス・フィクションでしかないと考えられている。

## 天体力学
重力と推進効果に関連する天体力学は宇宙船軌道の研究となる。天体力学は、宇宙船が過度の燃料消費を行わず目的地に到達するための計算結果を導く。

## 宇宙船の推進機構
現代の宇宙船は推進機構としてロケットを使用しているが、イオンエンジンなどの電気推進が実用化され無人宇宙機などでの使用例が増えており、これは宇宙機の重量をかなり軽減しながらデルタ-Vに到達することが可能である。

## 宇宙飛行のコスト、市場、及び用途

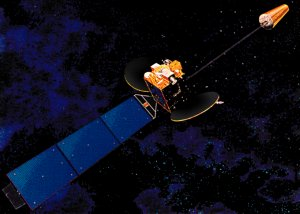
MTSAT。日本の国土交通省航空局 (CAB/MLIT) 及び気象庁 (JMA) が共同開発し、宇宙開発事業団 (NASDA) 及び宇宙航空研究開発機構 (JAXA) が打ち上げた大型の静止衛星である。

現代の宇宙飛行のコストは普遍的でなく、頻繁に政府によって代価が支払われている。しかし純粋に市販の衛星放送などの分野では政府によって一部の資金の供給が行われているものの多くの発射市場の需要がある。
宇宙飛行の用途
- 偵察衛星、気象衛星などの地球観測衛星。
- 宇宙開発。
- 現在では規模の小さい市場である個人宇宙旅行。
- 通信衛星。
- 衛星測位システム。

これらの中で成長を期待されているものとしては民間営利会社の運営による個人宇宙旅行がある。宇宙への飛行に関する高い費用には政府の非効率さも含まれると考えられている。確かに、文書業務に関するNASA周辺のコストは伝説的であり、民間営利会社がより効率的に運営を行えばコストはかなり低減することが出来るだろう。ファルコン9などの民間宇宙船は個人的な財産で開発されており、打ち上げに関するコストも非常に低い。